# Epitome (film)
Pour plus de détails, voir Fiche technique et Distribution.
Epitome (縮図, Shukuzu) est un film japonais écrit et réalisé par Kaneto Shindō sorti en 1953.

## Synopsis
Ginko (Nobuko Otowa) travaille comme geisha pour subvenir aux besoins de sa famille, bien qu'elle a suivi une formation de cordonnier pour travailler avec son père (Jukichi Uno). Elle travaille d'abord à Tokyo, puis dans le nord du Japon, puis de nouveau à Tokyo. Elle attrape une pneumonie et est transportée chez Elle pour mourir, mais à la fin sa sœur cadette Tokiko meurt et elle vit.

## Distribution
- Nobuko Otowa : Ginko
- Isuzu Yamada : Tamiko
- Sumiko Hidaka : Somefuku
- Sō Yamamura : Wakabayashi
- Akira Yamanouchi : Kuramochi
- Tanie Kitabayashi : Oshima
- Jūkichi Uno : Ginzo
- Taiji Tonoyama : Yamada
- Ichirō Sugai : Isogai
- Sadako Sawamura : épouse d'Isogai
- Osamu Takizawa : Ino
- Chikako Hosokawa : Fujikawa's owner
- Masao Shimizu : Nagase
- Yuriko Hanabusa : Kuramochi's mother
- Yōichi Numata : Kurisu
- Yumi Takano :
- Fukuko Sayo :
- Tsutomu Shimomoto :
- Shinsuke Ashida :
- Shin Date :
- Asao Sano :
- Hidemi Fukuda :
- Eiken Shōji :
- Taketoshi Naitō :
- Tatsuo Matsushita :
- Yoshio Ōmori :
- Fumio Ōmachi :
- Michio Hino :
- Yoshiko Sakurai :
- Miwa Saitō :
- Tomoko Naraoka :
- Sumie Sasaki :
- Keiko Tanaka :
- Fumiko Shimada :
- Noriko Matsuyama :
- Harue Shimizu :
- Hisako Hara :
- Fudeko Tanaka :
- Kumeko Otowa :
- Ruriko Hitomi :

## Source de la traduction
- (en) Cet article est partiellement ou en totalité issu de l’article de Wikipédia en anglais intitulé « Epitome (film) » (voir la liste des auteurs).